# Заливное (Гурьевский район)
Заливное — посёлок в Гурьевском городском округе Калининградской области. Входит в состав Храбровского сельского поселения.

## Население
| 2002 | 2010 |
| ---- | ---- |
| 360  | ↘323 |

## История
В 1946 году Постникен был переименован в поселок Заливное.